# What Is Love? (мини-альбом)
What Is Love? (с англ. — «Что Такое Любовь?») — пятый мини-альбом южнокорейской гёрл-группы Twice. Был выпущен 9 апреля 2018 года компанией JYP Entertainment при поддержке Iriver.
Пак Чинён написал и спродюсировал главный сингл, содержащий в себе элементы трэпа. В создании альбома участвовали несколько композиторов и авторов песен, включая Чонён, Чеён («Sweet Talker») и Чжихё («Ho!»).
Переиздание What Is Love?, под названием Summer Nights, было выпущен 9 июля 2018 года.

## Предпосылки и релиз
В марте 2018 года в СМИ появилась информация о предстоящем камбэке Twice в апреле, однако на тот момент JYP Entertainment выпустили опровержение, заявив, что точная дата возвращения все ещё обсуждается. Через три недели, 25 марта, апрельский камбэк группы всё же был подтверждён, а также стала известна дата релиза пятого мини-альбома, получившего название What Is Love? — 9 апреля.
25 марта был опубликован первый групповой тизер. 27, 29, 30 и 31 марта были опубликованы индивидуальные тизеры участниц. 29 марта опубликовали второй общий тизер. 30 марта также стал известен трек-лист будущего альбома. 31 марта представили текст «What Is Love?». 1 апреля на официальном канале JYP Entertainment в YouTube и на канале группы в приложении V опубликовали тизер видеоклипа.

## Коммерческий успех
В Южной Корее альбом дебютировал на 2 строчке в альбомном чарте Gaon, а заглавный трек возглавил цифровой чарт Gaon. Альбом и его заглавный трек вошли в чарты Billboard World Albums и World Digital Songs на 3 строчке. What Is Love? был также первым альбомом Twice, который вошёл в чарт независимых альбомов Billboard, где он занял 13-е место.

## Трек-лист
| №  | Название        | Текст песни               | Музыка | Аранжировка | Длительность |
| -- | --------------- | ------------------------- | --- | --- | ------------ |
| 1. | «What Is Love?» | J.Y. Park "The Asiansoul" | J.Y. Park "The Asiansoul"                                                                                      | Lee Woo-min "collapsedone"                                                                                     |              |
| 2. | «Sweet Talker»  | Jeongyeon Chaeyoung       | Erik Lidbom MLC Julie Yu                                                                                       | Erik Lidbom for Hitfire Production                                                                             |              |
| 3. | «Ho!»           | Jihyo                     | Micky Blue The Elev3n Joren Van Der Voort                                                                      | The Elev3n |              |
| 4. | «Dejavu»        | Chloe                     | Hayley Aitken Jan Hallvard Larsen Eirik Johansen Anne Judith Stokke Wik Ronny Vidar Svendsen Nermin Harambašić | Hayley Aitken Jan Hallvard Larsen Eirik Johansen Anne Judith Stokke Wik Ronny Vidar Svendsen Nermin Harambasic |              |
| 5. | «Say Yes»       | Monotree                  | Monotree | Monotree |              |

| №  | Название | Текст песни | Музыка                                  | Аранжировка      | Длительность |
| -- | -------- | ----------- | --------------------------------------- | ---------------- | ------------ |
| 6. | «Stuck»  | Galactika   | Frants Valeria Del Prete Sean Alexander | Frants Avenue 52 |              |

## Чарты
| Чарты (2018)                      | Пиковые позиции |
| --------------------------------- | --------------- |
| Japan Hot Albums (Billboard)      | 10              |
| Japanese Albums (Oricon)          | 2               |
| Japanese Digital Albums (Oricon)  | 3               |
| South Korean Albums (Gaon)        | 2               |
| US Heatseekers Albums (Billboard) | 13              |
| US Independent Albums (Billboard) | 35              |
| US World Albums (Billboard)       | 3               |

| Чарты (2018)               | Позиции |
| -------------------------- | ------- |
| Japanese Albums (Oricon)   | 58      |
| South Korean Albums (Gaon) | 10      |

## Сертификация
| Регион                                                       | Сертификация | Продажи  |
| ------------------------------------------------------------ | ------------ | -------- |
| Республика Корея (KMCA)                                      | Платиновый   | 250 000^ |
| * Данные о продажах приведены только на основе сертификации. |              |          |

## Награды и номинации
| Год  | Номинация                   | Категория                       | Результат | Ссылка |
| ---- | --------------------------- | ------------------------------- | --------- | ------ |
| 2019 | 33rd Golden Disc Awards     | Album Daesang                   | Номинация | [ 26 ] |
| 2019 | 33rd Golden Disc Awards     | Album Bonsang                   | Победа    | [ 26 ] |
| 2019 | 8th Gaon Chart Music Awards | Album of the Year — 2nd Quarter | Номинация | [ 27 ] |

## История релиза
| Страна              | Дата               | Формат            | Дистрибьютор             | Ссылка |
| ------------------- | ------------------ | ----------------- | ------------------------ | ------ |
| По всему миру       | 9 апреля 2018 года | Цифровая загрузка | JYP Entertainment Iriver |        |
| Южная Корея         | 9 апреля 2018 года | Цифровая загрузка | JYP Entertainment Iriver |        |
| 10 апреля 2018 года | CD                 | [ 28 ]            | JYP Entertainment Iriver |        |